# Halina Birenbaum
Halina Birenbaum (* 15. září 1929, Varšava) je polská spisovatelka a překladatelka, bývalá vězeňkyně nacistických koncentračních táborů Majdanek, Auschwitz-Birkenau, Ravensbrück a Neustadt-Glewe.

## Život
Narodila se v židovské rodině Grynsztejnů ve Varšavě 15. září 1929. Její otec pracoval jako obchodní zástupce, matka byla v domácnosti. Po vypuknutí války v září 1939 byla nucena ukončit školní docházku. Během bombardování Varšavy přišla její rodina o dům a musela si najít náhradní bydlení. Postupně začali pociťovat zostřující se německé restrikce vůči Židům. Když v létě 1942 začaly masové deportace do Treblinky, byla malá Halina s celou svojí rodinou během jednoho ze zátahů odvedena na varšavský Umschlagplatz, z něhož byly vypravovány deportační vlaky.
Otce nacisté odvezli, zbytku rodiny se podařilo vrátit zpátky do ghetta. V různých úkrytech přečkali všechny německé selekce a zátahy až do vypuknutí povstání ve varšavském ghettu. Během něj se ukrývali v bunkru, který byl však nakonec zradou odhalen. Byli vyvezeni do koncentračního tábora Majdanek v Lublinu, v němž se Halině jako třináctileté podařilo projít selekcí (matka zahynula v plynové komoře). Na Majdanku Halina Birenbaum strávila dva měsíce, poté byla převezena do KL Auschwitz a zaregistrována pod číslem 48693.
Po počátečním období stráveném v karanténě pracovala nejprve v prádelně (Lagerwäscherei), později jako švadlena (Schneiderei und Strickerei). Při snižování počtu švadlen byla přeřazena na tvrdou práci ve vnějších pracovních oddílech (Aussenkommando), podařilo se jí však dostat se do tzv. vyklizovacího oddílu „Kanada“ (Aufrämungskommando). Po jeho zrušení pracovala při zpracovávání brambor a zeleniny (Kartoffelkommando). Na Nový rok 1945 byla postřelena jedním ze strážících esesmanů, když se pokoušela hovořit přes dráty se svou známou z vedlejšího tábora a dobu do evakuace tábora (19. ledna 1945) strávila v nemocnici. Evakuována byla do KL Ravensbrück a později převezena do pobočného tábora v Neustadtu-Glewe, kde se dočkala osvobození.
Po válce se jako patnáctiletá vrátila se skupinou bývalých vězeňkyň do Varšavy, kde se shledala se svým bratrem Markem, jenž, kromě ní, jediný z rodiny přežil. Nastěhovala se k němu a začala znovu chodit do školy. Mezi Židy v Polsku však panoval strach a pociťovali nevraživost polského obyvatelstva vůči nim. Scházeli se proto ve speciálních komunách – tzv. kibucech, ve kterých se lidé dělili o majetek a připravovali se na odjezd (ve většině případů nelegální) do Palestiny.
S jednou z těchto komunit se Halina vydala na cestu v červnu 1946. Přes Československo a Rakousko se dostala do tábora pro uprchlíky v Eschweige nedaleko Kasselu v Německu. Pracovali tam v zemědělství a čekali na možnost cestovat dále. V létě 1947 Halina odjela ke známé svého bratra do Paříže, aby zde pokračovala ve studiu s cílem co nejdříve složit maturitní zkoušku. Když se na podzim téhož roku dozvěděla, že její kibuc čeká v Marseille na loď do Palestiny, opustila Paříž a s ostatními odjela. Po dvoutýdenní plavbě na malé rybářské lodi se jim 5. prosince 1947 podařilo nelegálně dostat do Palestiny.
Začátky v Palestině nebyly snadné. Místní opovrhovali Židy z Evropy a vyčítali jim, že se během války nebránili. Nepřáli si, aby o svých zážitcích z období holocaustu byť jen mluvili, protože se obávali, že by to mohlo mít špatný vliv na mladé Izraelce. Po vzniku samostatného židovského státu začaly navíc války s okolními arabskými státy.
Po prvním nevydařeném manželství s Adamem Balinem si Halina vzala v roce 1950 Henryka Birenbauma, s nímž žije dodnes. Narodili se jí dva synové – Yakov (hudební režisér a autor mnoha známých písní) a Beni.

## Dílo
Literární kariéru začala Halina Birenbaum už v jedenácti letech, kdy sepisovala své dojmy ze života ve varšavském ghettu. V této činnosti ji podporoval bratr Marek, který její zápisky sbíral a ukrýval (bohužel zmizely spolu se zánikem ghetta).
K literární činnosti se vrátila teprve v šedesátých letech. Tehdy vznikla její první kniha Nadzieja umiera ostatnia, v níž popsala své životní osudy z období druhé světové války a holocaustu. V Polsku kniha vyšla v roce 1967 a od té doby byla přeložena do několika cizích jazyků (v Izraeli byla vydána v hebrejštině teprve v roce 1983). Dodnes je to nejprodávanější a nejúspěšnější autorčina kniha.
Na vzpomínky z války navázala Halina Birenbaum knihou Powrót do ziemi praojców (1991), v níž vylíčila svoji svízelnou poválečnou cestu do Palestiny a první nesnadná léta v Izraeli. Autentické dojmy ze psaní vzpomínek v šedesátých a sedmdesátých letech a z četných setkání s mládeží a čtenáři v letech osmdesátých a devadesátých zachytila formou deníku v publikaci Każdy odzyskany dzień (1998).
Halina Birenbaum se však nezabývala pouze osobními zážitky z období holocaustu. Shromažďovala a zpracovávala rovněž příběhy svých nejbližších, přátel, i lidí, které dříve neznala a teprve později se seznámila s jejich válečnými osudy. Tyto krátké povídky vycházely nejprve časopisecky, souborně vyšly ve sbírce Wolanie o pamięć (1999).
Silně ovlivněné válečnými útrapami jsou i verše Haliny Birenbaum, které vyšly ve třech sbírkách – Nawet gdy się śmieje (1990), Nie o kwiatach (1993), Jak można w słowach (1995).
V prózách využívá chronologickou kompozici. Platí to jak pro knihy autobiografického charakteru (Nadzieja umiera ostatnia a Powrót do ziemi praojców), tak pro povídky (Wolanie o pamięć). Psychologií jiných postav se příliš nezabývá, nespekuluje o tom, co ostatní cítí, zaměřuje se především na vlastní pocity, jitřené zejména postupnou ztrátou všech členů rodiny.
Tematiku holocaustu opustila Halina Birenbaum pouze v knize Życie każdemu drogie (2005), již věnovala psům a kočkám, kteří se objevili v jejím životě. Šestačtyřicet povídek a básní o jejích domácích mazlíčcích doplňují snímky slavného fotografa Adama Bujaka.
Halina Birenbaum také příležitostně překládá z polštiny do hebrejštiny (mj. básně Władysława Szlengela), píše filmové recenze (Korczak A. Wajdy, Shoah C. Lanzmanna), články o židovských zvycích a o dění v Izraeli, vyjadřuje se k nejrůznějším problémům, které se týkají holocaustu (např. způsobu informování o holocaustu), účastní se setkání s mládeží po celém světě.
Do češtiny již byla přeložena její kniha Naděje umírá poslední, kde popisuje svůj život za nacistického vyhlazování v koncentračních táborech, kterými prošla.